# Focjusz (Chadziantoniu)
Focjusz, imię świeckie Fotios Chadziantoniu (ur. 23 lipca 1954 w Nikiea) – duchowny Patriarchatu Aleksandryjskiego, od 2018 biskup Malawi.

## Życiorys
22 lipca 1980 został wyświęcony na hierodiakona. Święcenia kapłańskie przyjął 9 listopada 1980. Chirotonię biskupią otrzymał 23 grudnia 2018.